# 萧咏霞
萧咏霞（1887年—1954年），自署谓十五夫人，湖南宁乡人，湘绣名家。与画家杨世焯、雕刻家周义同为宁乡麻山人，三人被誉为“宁乡三绝”，又被誉为“麻山三杰”。

## 生平
萧咏霞的母亲家是靳水韶湖萧氏名门望族，家教优良，从小就打下了湘绣的基础。 萧咏霞的丈夫是画家杨世焯的堂兄弟，而且两家相隔不远。 她经常请杨世焯作画，自己则将画作变为刺绣作品。杨世焯在长沙开馆时，她负责教授湘绣，于是名扬宇内。巡抚赵尔望慕名之后，曾请她绣绵屏8方为慈禧祝寿，她的锦屏得到了慈禧的嘉奖。1909年，南洋劝业会上萧咏霞的作品被评为一等，湘绣从此驰名海外。南京、上海、汉口、广州、香港、南洋的客商纷纷踊跃慕名而来学艺和购买其作品。1952年，萧咏霞病逝于家乡宁乡县。

## 风格
萧咏霞的技艺为“以针代笔，以线晕色”，并且发扬了平江绣工李仪徽创制的“镭毛针法”，后自创“绷毛针”、“开脸子针”、“旋游针法”。